# Charles Quiney
Charles Quiney (* 11. Juni 1937 in Las Palmas de Gran Canaria, Spanien; † 5. Mai 2007; eigentlich Carlos Alfonso Ramon Quiney Lodos) war ein spanischer (Film-)Schauspieler.
Quiney gilt als der „erste spanische Zorro und Robin Hood“ und war vor allem (Haupt-)Darsteller in verschiedenen Zorro- und Robin-Hood-Filmen, sowie in sogenannten Spaghetti-Western während der 1970er-Jahre.

## Karriere
Quiney engagierte sich früh in der „Theater-Amateurszene“ von Las Palmas de Gran Canaria am Teatro Insular de Cámara de Las Palmas („Insel-Kammertheater von Las Palmas“); später erhielt er die Künstlerförderung „C.I.T.E.“ des Ministerio de Información y Turismo de Las Palmas. er besuchte die Schauspielschule in Madrid 1968 bis 1970, wo er auch als „Director de Teatro“ ausgebildet wurde und durch die Theatertheorien von Konstantin Stanislawski beeinflusst wurde. Anschließend arbeitete er als Darsteller und Regisseur für verschiedene Theaterproduktionen in Nordspanien und auf Gran Canaria, insbesondere im Theater Perez Galdos, v. a. von Stücken der US-Autoren Williams Inge, Tennessee Williams und Harold Pinter; daneben spielte er in Verfilmungen von Theaterproduktionen für das spanische Fernsehen. Sein Kinofilmdebüt hatte er im 1969 gedrehten Streifen Comando al infierno. 1969 bis 1974 war er vor allem in spanisch-italienischen Koproduktionen aktiv; später arbeitete er in Melbourne und Sidney (1974/1975), in Barcelona und in Düsseldorf (1975 bis 1977).
In seinen Filmen arbeitete er vor allem in Produktionen der Regisseure José Luis Merino und José Maria Zabalza.

## Privatleben
Quiney wuchs in Las Palmas de Gran Canaria, Spanien als Spross einer Hoteliersfamilie auf. Er war zweimal verheiratet; aus erster Ehe gingen zwei Töchter und ein Sohn hervor. Quiney lebte nach Beendigung seiner Schauspielkarriere auf Gran Canaria und Lanzarote, wo er fortan im Bereich der Immobilienwirtschaft tätig war, eine Piano-Bar in Playa del Inglés, Maspalomas, Gran Canaria betrieb und als Manager eines Sportclubs in Costa Teguise auf Lanzarote arbeitete.

## Trivia
Der innerhalb der Familie tradierten Legende zufolge entstammt Charles Quiney einem Zweig der Familie Quiney in England, die seinerzeit mit der Familie William Shakespeares durch Freundschaft und Heiraten Angehöriger beider Familien verbunden war.

## Filmografie
- 1968: No le busques tres pies…
- 1969: Höllenkommando (Comando al infierno)
- 1969: La última aventura del Zorro
- 1970: Cuatro desertores
- 1970: Entführt Rommel! (Consigna: matar al comandante en jefe)
- 1970: La furia dei Khyber
- 1970: Das Geheimnis von Schloß Monte Christo (Il castello dalle porte di fuoco)
- 1970: La muerte busca un hombre
- 1970: Plomo sobre Dallas
- 1970: Los rebeldes de Arizona
- 1970: Robin Hood, l’invincibile arciere
- 1971: El Zorro, caballero de la justicia
- 1971: El Zorro de Monterrey
- 1972: Totenkopf auf weißen Segeln (La rebelión de los bucaneros)
- 1973: Der Totenchor der Knochenmänner (La orgía de los muertos)